# Pórtugos
Pórtugos è un comune spagnolo di 431 abitanti situato nella comunità autonoma dell'Andalusia.